# Vanda Skuratovič
Vanda Skuratovič (bjeloruski: Ванда Скуратовіч), (Raubichy, 1925. – Minsk, 12. siječnja 2010.) je bila bjeloruska aktivistica.
Tijekom Drugog svjetskog rata bila je partizanka u jedinici Pjotra Mašerova, komunističkog lidera u Bjelorusiji. Pripisuje joj se spašavanje židovske obitelji od deportacije u koncentracijski logor.
Nakon rata, Vanda Skuratovič bila je nepokolebljiva katolička aktivistica. Tajno je organizirala u svom domu rimokatoličke vjerske obrede, uglavnom zabranjene od sovjetske vlasti u to vrijeme. Aktivno je sudjelovala u kampanji bjeloruskih rimokatolika za povratak crkve na groblju Kalvarija u Minsku, koja je i vraćena Katoličkoj Crkvi 1980. godine. 
Vanda Skuratovič umrla je u Minsku 12. siječnja 2010., u dobi od 84. godine.